# Caio Henrique
Caio Henrique Oliveira Silva, noto semplicemente come Caio Henrique (Santos, 31 luglio 1997), è un calciatore brasiliano, difensore del Monaco.

## Caratteristiche tecniche
È un terzino sinistro molto duttile, che può ricoprire diversi ruoli a centrocampo e all'occorrenza può essere schierato anche dietro le due punte.

## Carriera

### Club
Cresciuto nelle giovanili del Santos, nel 2016 viene acquistato dall'Atlético Madrid che lo aggrega alla seconda squadra.
Esordisce con la prima squadra il 30 novembre 2016, disputando da titolare il match di Copa del Rey vinto 6-0 contro il Guijuelo.

### Nazionale
Con la Nazionale Under-20 brasiliana ha preso parte al Campionato sudamericano Under-20 2017, collezionando 8 presenze.
Il 18 agosto 2023 viene convocato per la prima volta in nazionale maggiore, con cui esordisce l'8 settembre seguente nel successo per 5-1 contro la Bolivia.

## Statistiche

### Presenze e reti nei club
Statistiche aggiornate al 13 maggio 2025.
| Stagione          | Squadra           | Campionato        | Campionato | Campionato | Coppe nazionali | Coppe nazionali | Coppe nazionali | Coppe continentali | Coppe continentali | Coppe continentali | Altre coppe | Altre coppe | Altre coppe | Totale | Totale |
| Stagione          | Squadra           | Comp              | Pres       | Reti       | Comp            | Pres            | Reti            | Comp               | Pres               | Reti               | Comp        | Pres        | Reti        | Pres   | Reti   |
| ----------------- | ----------------- | ----------------- | ---------- | ---------- | --------------- | --------------- | --------------- | ------------------ | ------------------ | ------------------ | ----------- | ----------- | ----------- | ------ | ------ |
| 2016-2017         | Atlético Madrid   | PD                | 0          | 0          | CR              | 1               | 0               | UCL                | 0                  | 0                  | -           | -           | -           | 1      | 0      |
| 2018              | Paraná            | A                 | 25         | 0          | CB              | 0               | 0               | -                  | -                  | -                  | -           | -           | -           | 25     | 0      |
| 2019              | Fluminense        | A/RJ+A            | 13+35      | 1+1        | CB              | 2               | 0               | CS                 | 8                  | 0                  | -           | -           | -           | 58     | 2      |
| 2020              | Fluminense        | A/RJ+A            | 3+0        | 0+0        | CB              | 0               | 0               | CS                 | 1                  | 0                  | -           | -           | -           | 4      | 0      |
| Totale Fluminense | Totale Fluminense | Totale Fluminense | 16+35      | 1+1        |                 | 2               | 0               |                    | 9                  | 0                  |             | -           | -           | 62     | 2      |
| feb.-giu. 2020    | Grêmio            | PD/RS+A           | 3+0        | 0+0        | CB              | 0               | 0               | -                  | -                  | -                  | -           | -           | -           | 3      | 0      |
| 2020-2021         | Monaco            | L1                | 31         | 0          | CF              | 5               | 0               | -                  | -                  | -                  | -           | -           | -           | 36     | 0      |
| 2021-2022         | Monaco            | L1                | 34         | 2          | CF              | 3               | 0               | UCL+UEL            | 4+8                | 0+0                | -           | -           | -           | 49     | 2      |
| 2022-2023         | Monaco            | L1                | 35         | 1          | CF              | 1               | 0               | UCL+UEL            | 1+8                | 0+0                | -           | -           | -           | 45     | 1      |
| 2023-2024         | Monaco            | L1                | 9          | 0          | CF              | 0               | 0               | -                  | -                  | -                  | -           | -           | -           | 9      | 0      |
| 2024-2025         | Monaco            | L1                | 26         | 0          | CF              | 2               | 0               | UCL                | 8                  | 0                  | SF          | 1           | 0           | 37     | 0      |
| Totale Monaco     | Totale Monaco     | Totale Monaco     | 135        | 3          |                 | 11              | 0               |                    | 29                 | 0                  |             | 1           | 0           | 176    | 3      |
| Totale carriera   | Totale carriera   | Totale carriera   | 214        | 5          |                 | 14              | 0               |                    | 38                 | 0                  |             | 1           | 0           | 267    | 5      |

### Cronologia presenze e reti in nazionale
| Cronologia completa delle presenze e delle reti in nazionale ― Brasile | Cronologia completa delle presenze e delle reti in nazionale ― Brasile | Cronologia completa delle presenze e delle reti in nazionale ― Brasile | Cronologia completa delle presenze e delle reti in nazionale ― Brasile | Cronologia completa delle presenze e delle reti in nazionale ― Brasile | Cronologia completa delle presenze e delle reti in nazionale ― Brasile | Cronologia completa delle presenze e delle reti in nazionale ― Brasile | Cronologia completa delle presenze e delle reti in nazionale ― Brasile |
| Data                                                                   | Città                                                                  | In casa                                                                | Risultato                                                              | Ospiti                                                                 | Competizione                                                           | Reti                                                                   | Note                                                                   |
| ---------------------------------------------------------------------- | ---------------------------------------------------------------------- | ---------------------------------------------------------------------- | ---------------------------------------------------------------------- | ---------------------------------------------------------------------- | ---------------------------------------------------------------------- | ---------------------------------------------------------------------- | ---------------------------------------------------------------------- |
| 8-9-2023                                                               | Belém                                                                  | Brasile                                                                | 5 – 1                                                                  | Bolivia                                                                | Qual. Mondiali 2026                                                    | -                                                                      | 71’                                                                    |
| Totale                                                                 |                                                                        | Presenze                                                               | 1                                                                      |                                                                        | Reti                                                                   | 0                                                                      |                                                                        |